# ودافون آلبانی
ودافون آلبانی (انگلیسی: Vodafone Albania) شرکت مخابرات آلبانیایی است، که در سال ۲۰۰۱ تأسیس شد.